# Cœur solitaire
Pour plus de détails, voir Fiche technique et Distribution.
Cœur solitaire (Corazón solitario) est une comédie franco-espagnole réalisée par Francesc Betriu et sortie en 1973.

## Synopsis
Antonio (Jacques Dufilho), un homme simple et imprudent, impatient d'avoir une compagne, reçoit la visite d'une jeune fille qu'il a rencontrée par le biais d'une consultation sentimentale. Il lui est dévoué, mais elle ne pense qu'à réussir en tant qu'artiste.

## Fiche technique
- Titre français : Cœur solitaire[1]
- Titre original espagnol : Corazón solitario[2]
- Réalisation : Francesc Betriu
- Scenario : Francesc Betriu, José Luis García Sánchez, Manuel Gutiérrez Aragón
- Photographie :	José Luis Alcaine
- Montage : Pablo del Amo
- Musique : Carmelo Bernaola
- Décors : Elisa Ruiz
- Production : Salvador Balcells, Guillermina F. Campo, José Panero
- Société de production : Azor Films, In-Scram Films, Universal Productions France
- Pays de production :  Espagne -  France
- Langue originale : espagnol
- Format : couleurs par Eastmancolor - Son mono - 35 mm
- Durée : 96 minutes
- Genre : comédie
- Dates de sortie :
  - Espagne : 2 mai 1973

## Distribution
- Jacques Dufilho - Antonio
- La Polaca (es) - Rocío
- Máximo Valverde (es) - Juan Francisco, dit « le légionnaire »
- José María Prada - La voix d'Antonio
- Queta Claver (es) - Lolita
- Luis Ciges - Luciano
- Manuel Alexandre - Cotet, l'aveugle